# Ivo Lučić
Ivo Lučić (Ravno, 1960.), hrvatski novinar i karstolog iz Bosne i Hercegovine. Bavi se znanstvenim novinarstvom, istraživanjem i zaštitom prirode i javnih dobara.

## Životopis
Osnovnu i srednju školu završio je u Dubrovniku, a diplomirao 1986. godine na Fakultetu političkih znanosti u Zagrebu. Doktorirao je 2009. godine na studiju karstologije Sveučilišta Nova Gorica u Sloveniji. Znanstveni interesi su mu percepcija prirode i okoliša, osobito krša, te popularizacija znanosti. Autor je i koautor, te urednik nekoliko knjiga o kršu, ratnim stradanjima i ulozi medija u suvremenom društvu, kao i pisac brojnih popularnih, stručnih i znanstvenih članaka. Sudjelovao je na nekoliko desetaka znanstvenih i stručnih skupova u zemlji i inozemstvu.
Organizator je više radionica, okruglih stolova i seminara o okolišnim pitanjima. Jedan je od suosnivača Centra za karstologiju ANUBiH. Pokretač je i koordinator projekta istraživanja, popularizacije i zaštite pećine Vjetrenice (1999. – 2009.), u okviru kojeg je Vjetrenica potvrđena kao mjesto s najvećom podzemnom biološkom raznolikosti, te je kandidirana na Popis svjetske baštine.

## Djela
- Selo moje Ravno: povijest stradanja Hrvata u Popovu. Zagreb 1992. 152 str.
- Ravno, Popovo: četiri slike iz povijesti kraja. Humski zbornik ; 3. Ravno, Zagreb 1997. 432 str. ISBN 953-6590-00-X. 1997. (ur)
- Lučić, Ivo, Sertić-Janković, Mirela: Obiteljski radio: pet godina. Zagreb, Obiteljski radio, 2001. 147 str. ISBN 953-98476-0-5
- Bonacci, Ognjen, Lučić, Ivo,	Marjanac, Tihomir, Perica, Dražen, Vujčić-Karlo, Snježana: Krš bez granica : popularno-znanstvena monografija. Zagreb, 2008.
- Vjetrenica - pogled u dušu zemlje : znanstveno-popularna monografija,  ArTresor, Zagreb - Ravno, 2003. ISBN 953-99284-0-0 ISBN 9536522403
- Povijest poznavanja Dinarskog krša na primjeru Popova polja. Disertacija. Nova Gorica, 523 str, 2009.
- Lučić, Ivo, Rudež, Tanja (ur.): Mediji i znanost - Zbornik radova okruglog stola o 100. obljetnici HND-a, Datapress HND i Treći program HRT-a, Zagreb, 2010.
- Mulaomerović,  Jasminko, Lučić, Ivo i Osmanković, Jasmina: Krš i pećine Bosne i Hercegovine: prošlost za budućnost, Centar za speleologiju, Sarajevo, 2012., 90 str. ISBN 978-9958-9932-0-6,
- Presvlačenje krša: povijest poznavanja Dinarskog krša na primjeru Popova polja, Synopsis, Zagreb-Sarajevo, 2019. ISBN 9789537968632 ISBN 9789958010545
- Lučić, Ivo (ur.) Značenja krajolika. Disput, Zagreb, 2021. ISBN 987-953-260-416-0.
- K bosanskom oceanu. Kratki ogledi o percepciji prirode u Bosni i Hercegovini. Centar za krš i speleologiju, Sarajevo; Synopsis, Sarajevo – Zagreb. ISBN: 978-9926-8278-6-1 (Centar za krš i speleologiju), 978-953-8289-64-4 (Synopsis, Zagreb).
- Lučić, Ivo; i dr. 2024. Ilhan Iko Dervović. Život i djelo. Sarajevo. Ornitološko društvo „Naše ptice”.
- Lučić, Ivo, 2024. Humski put. Synopsis D.O.O., Zagreb – Sarajevo, Centar za krš i speleologiju, Sarajevo, Hrvatski leksikografski institut Bosne i Hercegovine, Mostar, HKD Napredak.

## Vanjske poveznice
- Ivo Lučić na bib.irb.hr